# Vitis rupestris
Vitis rupestris är en vinväxtart som beskrevs av Scheele. Vitis rupestris ingår i släktet vinsläktet, och familjen vinväxter. Inga underarter finns listade i Catalogue of Life.